# IMM THEATER
IMM THEATER（アイエムエムシアター）は、東京都文京区後楽の東京ドームシティ内にある劇場。東京ドームと吉本興業グループが共同運営している。

## 概要
2022年12月12日、東京ドームが吉本興業ホールディングス傘下の株式会社LIVE FORWARDと提携し、東京ドームホテル前に700席規模の劇場を建設することを発表し、同日着工した。
2023年2月28日、劇場名を「IMM THEATER」（明石家さんまが命名）とし、2024年1月の開業が発表された。IMMはさんまの座右の銘である「生きてるだけで丸もうけ」（IkiterudakedeMaruMouke）に由来する。さんまは当劇場のDM（Don't Manager）に就任し、こけら落とし公演にも出演した。
同年9月22日にロゴマークを公開、さんまの出身地である奈良県の薬師寺長老・安田暎胤の揮毫をベースに、ジミー大西が絵付けをしたものが採用された。
2024年1月10日に開館。こけら落とし公演はさんま主演による新作舞台『斑鳩の王子 －戯史 聖徳太子伝－』（脚本：輿水泰弘、演出：水田伸生）。

## 特徴
座席数は705席（車いす席2席含む）。東京都内における吉本興業の劇場では最多となり、全体でもなんばグランド花月（858席）に次ぐ収容数を誇る。
吉本では初となる演劇や音楽が可能な多目的劇場で、オンライン配信にも対応している。
舞台はプロセニアム形式。間口の幅およそ12メートル、高さおよそ7メートル、奥行きおよそ11メートル、すのこ高さおよそ14メートル。

## アクセス
出典：NAVITIME Travel
- 中央・総武緩行線 水道橋駅東口より徒歩3分
- 都営地下鉄三田線 水道橋駅A2出口より徒歩3分
- 東京メトロ丸ノ内線・南北線 後楽園駅2番出口より徒歩9分
- 都営地下鉄大江戸線 春日駅6番出口より徒歩11分